# Anna Sandberg
Anna Sandberg (23 mei 2003) is een voetbalspeelster uit Zweden. Ze speelt als verdediger voor Manchester United in de FA Women's Super League.

## Clubcarrière
Anna Sandberg begon haar carrière bij Örebro SK Söder. Met die club speelde ze in Division, het derde niveau van Zweden. 
In de 2019 maakte Sandberg de overstap naar KIF Örebro DFF. Voor die club maakte Sandberg haar debuut in de Damallsvenskan.
In augustus 2022 maakte Sandberg de overstap naar BK Häcken. Met die club kwam ze uit in de UEFA Champions League in het seizoen 2022/2023, maar was Paris Saint-Germain. Door in dat seizoen op een tweede plaats te eindigen, mochten Sanberg en BK Häcken in het seizoen 2023-2024 opnieuw meedoen aan de kwalificaties voor de Champions League. Hierin moest BK Häcken in een tweeluik afrekenen met FC Twente. Na een 2-2-gelijkspel in de eigen Bravida Arena, wist BK Häcken met 2-1 te winnen in de Grolsch Veste in Enschede waardoor kwalificatie voor de Champions League werd afgedwongen. Hierin werden de eerste twee groepswedstrijden gewonnen van respectievelijk Paris FC en Real Madrid.
Op 2 augustus 2024 maakte Sandberg de overstap naar Manchester United. De club uit Manchester verbrak haar clubrecord door Sandberg voor een recordbedrag van £150.000 over te nemen van BK Häcken.

## Statistieken
| Seizoen   | Club               | Land     | Competitie               | Wedstrijden | Doelpunten |
| --------- | ------------------ | -------- | ------------------------ | ----------- | ---------- |
| 2019      | IF Örebro SK Soder | Zweden   | Division 1               | 15          | 1          |
| 2021-2022 | KIF Örebro DFF     | Zweden   | Damallsvenskan/Elitettan | 60          | 0          |
| 2022-2024 | BK Häcken          | Zweden   | Damallsvenskan           | 46          | 5          |
| 2024/25   | Manchester United  | Engeland | FA Women's Super League  | 0           | 0          |
| Totaal    | Totaal             | Totaal   | Totaal                   | 93          | 5          |

Laatste update: 6 augustus 2024

## Interlandcarrière
Anna Sandberg maakte haar debuut voor Zweden op 16 februari 2021 in een 4-1 overwinning op China.
Bondscoach Peter Gerhardsson riep Sandberg op voor het Wereldkampioenschap voetbal vrouwen 2023 in Australië en Nieuw-Zeeland. Zweden reikte tot de halve finale waarin Spanje met 1-2 te sterk was. In de troostfinale werd nog wel afgerekend met gastland Australië waardoor Zweden de bronzen plak won. Sandberg kwam één wedstrijd in actie. Ze startte in de basis in het derde groepsduel tegen Argentinië.